# Nikolai Nikolajewitsch Punin

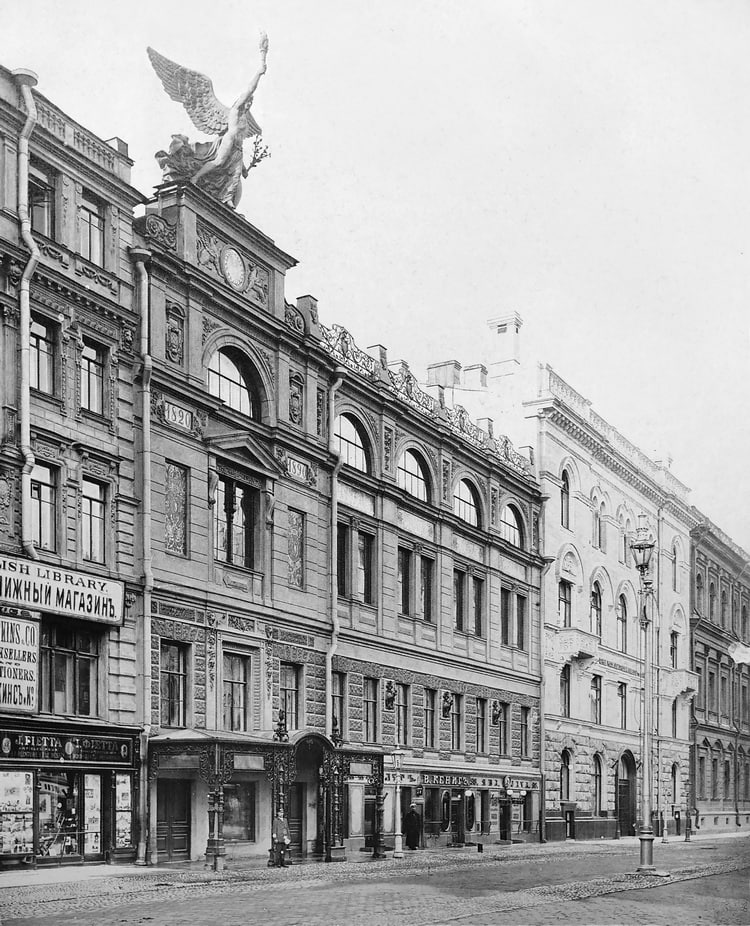
Haus der Sankt Petersburger Künstlervereinigung in der Bolshaya Morskaya 38 (1912)

 Nikolai Nikolajewitsch Punin (russisch Николай Николаевич Пунин; wiss. Transliteration Nikolaj Nikolaevič Punin; geboren am 16. November 1888 in Helsingfors (Helsinki), Großfürstentum Finnland, Russisches Kaiserreich; gestorben am 21. August 1953 in Abes, Arbeitslager Workuta, Inta, in der Autonomen Sozialistischen Sowjet-Republik Komi (ASSR Komi), Sowjetunion) war ein russischer Kunsthistoriker und Schriftsteller.
Punin lebte von 1926 bis 1938 mit der berühmten russischen Dichterin Anna Achmatowa (1889–1966) zusammen. Seit 1918 war er einer der Organisatoren des Systems der Kunsterziehung und Museumsarbeit in der UdSSR. Er ist Verfasser verschiedener Werke zur Geschichte der russischen Kunst. Er war eines der Opfer der stalinschen Säuberungen.

## Leben und Wirken

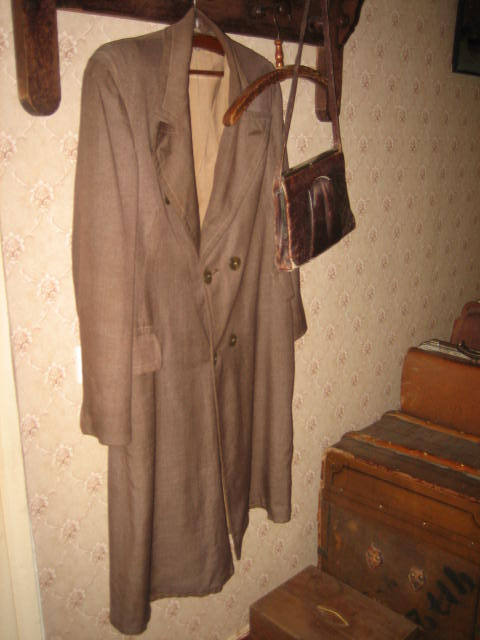
Nach Punins Verhaftung ließ seine frühere Lebensgefährtin Anna Achmatowa zur Erinnerung seinen Mantel an seinem Platz. Der Mantel ist noch da, in dem Haus in St. Petersburg befindet sich heute das Anna Achmatowa-Museum.

Nikolai Punin wurde am 16. November 1888 in Helsingfors (Helsinki), Großfürstentum Finnland, geboren. Sein Vater war Nikolai Michailowitsch Punin (1856–1920), ein Militärarzt, seine Mutter war Anna N. Punina (1865–1898). Nach dem Besuch des Gymnasiums in Zarskoje Selo studierte er von 1907 bis 1914 an der Sankt Petersburger Universität. 1917 heiratete er Anna E. Arens (Galia, 1892–1943), eine Ärztin. Nach der bolschewikischen Revolution von 1917 gab er die Zeitschriften Iskusstwo kommuny (Искусство коммуны Kunst der Kommune, zusammen mit Ossip Brik und Natan Altman) und Isobrasitelnoje iskusstwo (изобразительное искусство / izobrazitel'noe iskusstvo Bildende Kunst) heraus. Von 1918 bis 1819 war Punin Kommissar der Eremitage und des Russischen Museums und von 1930 bis 1946 Professor an der Akademie der Künste und an der Staatlichen Universität von Petrograd/Leningrad (St. Petersburg). Er war die rechte Hand des Volkskommissars für Bildungswesen Anatoli Lunatscharski (1875–1933) und der Leiter des Petrograder Zweiges der Abteilung Bildende Künste des Volkskommissariats für Bildungswesen (Abk. Narkompros). Im Russischen Museum arbeitete er von 1913 bis 1938. Er organisierte verschiedene bedeutende Ausstellungen zur russischen Kunst, darunter die wohl bedeutendste: Künstler der RSFSR während der letzten 15 Jahre in Leningrad (1932) und Moskau (1933). Er wurde von der sowjetischen Geheimpolizei wiederholt inhaftiert. 1949 wurde Punin in den Gulag (Arbeitslager Workuta) deportiert, nachdem er einen Großteil der überall im Lande befindlichen Porträts Lenins als ohne künstlerischen Geschmack bezeichnet hatte. Auch der Kunsthistoriker Wsewolod Petrow (1912–1978), sein enger Mitarbeiter, wurde im Zuge einer stalinistischen Kampagne entlassen. Nikolai Punin starb in der Nähe von Workuta und wurde in einem lediglich mit einer Nummer markierten Grab begraben. Er wurde posthum rehabilitiert. Die Tagebücher von Nikolai Punin 1904–1953, überwiegend aus den Jahren von 1915 bis 1936, erschienen in englischer Übersetzung bei der University of Texas Press (1999).

## Zitat (Nikolai Punin, 1919)
„Bisher wurde das Leben nur erlebt, (...) wir schaffen es (...). In dieser Hinsicht (...) hat uns, die Futuristen, Karl Marx zur kameradschaftlichen Arbeit aufgerufen: erklärt die Welt nicht, sondern verändert sie – und ihr werdet in der Zukunft sein.“

## Publikationen (Auswahl)
- Japonskaja grawjura / Японская гравюра / Japonskaja gravjura ("Japanische Stiche"). Petrograd: Apollon, 1915
- Andrei Rubljow[8] / Андрей Рублёв /  Andrej Rublëv. Petrograd: Apollon, 1916.
- Kommunism i futurism / Коммунизм и футуризм / Kommunizm i futurizm ("Kommunismus und Futurismus").[9] Iskusstwo kommuny / Искусство коммуны / Iskusstvo kommuny 1919[10]
- O pamjatnikach / О памятниках / O pamjatnikach ("Über Denkmäler"). Iskusstwo kommuny / Искусство коммуны / Iskusstvo kommuny, Nr. 14 (9. März 1919)[11]
- (mit Kasimir Sewerinowitsch Malewitsch): Perwy zikl lekzi, tschitannych na kratkosrotschnych kursach dlja utschitelei rissowanija: Sowremennoje iskusstwo / Первый цикл лекций, читанных на краткосрочных курсах для учителей рисования: Современное искусство /  Pervyj cikl lekcij, čitannych na kratkosročnych kursach dlja učitelej risovanija: Sovremennoe iskusstvo (Erste Vortragsreihe, in kurzen Kursen für Zeichenlehrer gelesen: Zeitgenössische Kunst). Petrograd : [Otdel izobrazit. iskusstva Narkomprosa], 1920[12]
- Pamjatnik III Internazionala / Памятник III Интернационала / Pamjatnik III Internacionala ("Denkmal der III. Internationale"). // Пунин Н. Н. Памятник III интернационала. Проект художника В.Е. Татлина. — Петроград: Издание отд. Изоб. Искусств Н.К.П., 1920. — С. 1. — 8 с. // Russian S.F.S.R. Narodnyĭ komissariat prosveshchenii︠a︡. Otdel izobrazitelʹnykh iskusstv. Peterburg, Izd. Otdela izobrazitelʹnykh iskusstv N.K.P., 1920. (Das Denkmal der III. Internationale; Nikolai Punin: Das Denkmal der III. Internationale, 1920)[13]
- Tatlin : protiw kubisma. / Татлин : против кубизма / Tatlin : protiv kubizma (Tatlin: Gegen Kubismus); [Гос. изд-во], Peterburg : [Gos. izd-vo], 1921.
- (mit Abram Ephros): S. Tschechonin / С. Чехонин / S. Čechonin. State Press, Moskau 1923/24
- Noweischije tetschenija w russkom iskusstwe; Gossudarstwenny Russki musei / Новейшие течения в русском искусстве; Государственный Русский музей / Novejšie tečenija v russkom iskusstve; Gosudarstvennyj Russkij muzej (Die neuesten Trends in der russischen Kunst; Staatliches Russisches Museum), Sankt Petersburg, Russland; Tradizii noweischewo russkowo iskusstwa / Традиции новейшего русского искусства / Tradicii novejšego russkogo iskusstva (Traditionen der modernen russischen Kunst). Leningrad :  isdanije Gossudarstwennowo Russkowo museia / издание Государственного Русского музея /  izdanie Gosudarstvennogo Russkogo muzeja (Ausgabe des Staatlichen Russischen Museums), 1927. (Foto der Titelseite (a, b))
- mit Vladimir Vasilʹevich Lebedev; Petr Ivanovich Neradovskiĭ; V N Anikieva: Gosudarstvennyĭ russkiĭ muzeĭ (Saint Petersburg, Russia). Leningrad : Izd. Gos. russkogo muzei︠a︡, 1928.
- „Impressionismus und Probleme der Malerei“ 1946 (Impressionism i problemy kartiny / Импрессионизм и проблемы картины / Impressionizm i problemy kartiny)
- Russkoe i sovetskoe iskusstvo : izbrannye trudy o russkom i sov. izobrazitelʹnom iskusstve : mastera russkogo iskusstva XIV- nachala XX veka : sov. Khudozhniki. Moskva : Sov. khudozhnik, 1976 (Biblioteka iskusstwosnanija / Библиотека искусствознания / Biblioteka iskusstvoznanija)